# Klaas Gerling

Klaas Gerling in 2020

Klaas Gerling, artiestennaam Klaas (Keulen, 3 januari 1981), is een Duits dj en muziekproducent. Samen met Micha Moor werkt hij onder het label Scream & Shout. Hij heeft remixes gemaakt
van onder meer Global Deejays, Armand Van Helden, No Angels, Michael Mind en Haddaway. Zijn muziekstijl is (electro)house en hij produceert sinds 2000 tot op heden.

## Discografie
Music
- klaas - Wonderful Days (2020)
- klaas - Fighter (2020)
- klaas - Ok without you (2018)
- Klaas - Wild Beast (2012)
- Klaas - Changes (2011)
- Klaas & Bodybangers - I Like (2011)
- Klaas - I'm Free (2011)
- Klaas & Bodybangers - Freak (2011)
- Klaas - It's My Day (2010)
- Klaas - Downtown (2010)
- Klaas - Better Days (2009)
- Klaas - Our own way (2009)
- Klaas meets Haddaway - What Is Love (2009)
- Klaas - Feel The Love (2008)
- Klaas - Make You Feel (2008)
- Klaas - How Does It Feel (2009)
- Klaas - The Way (2007)
- Klaas - Confession (2006)
- Klaas - Get Twisted (2006)
- Klaas - Whipe Your *** (2006)
- Micha Moor - Music Is Dope (2009)
- Micha Moor - Slip & Slide (2008)

### Remixes
- Remady - The Way We Are (2011)
- Shmeel - Supadisco (2009)
- Lou Bega - This Is Ska (2011)
- Gala - Freed From Disire (2011)
- Remady ft. Manu-L - If You Believe (2011)
- Mylène Farmer - Oui Mais Non (2010)
- Alesha Dixon - Radio (remix ft. Wiley) (2010)
- Jessy Matador - Bomba (2010)
- Example - Kickstarts (2010)
- Stromae - House'llelujah (2010)
- Menyo - Follow Your Heart (2010)
- Jasper Forks - River Flows In You (2010)
- Safri Duo - Helele (Klaas Mix) (2010)
- Culcha Candela - Somma im Kiez (2010)
- Real2Real - I Like To Move It (2009)
- Greg Cerrone - Invincible
- Attack Attack - Set The Sun
- Michael Mind - Ride Like The Wind
- Global Deejays - Everybody's Free
- Antoine Clamaran & Mario Ochoa - Give Some Love
- Micha Moor - Space (2007)
- Micha Moor - Space (2007)
- Eddie Thoneick - Together As One
- Patrick Bryce - Papercut (remix ft. Micha Moor)
- Chrissi D! - Don't You Feel
- DJ Aston Martinez - You Wanna
- Erik Decks - Wild Obsession Theme
- No Angels - Goodbye To Yesterday
- DJ Antoine - This Time
- Greg Cerrone - Pilling me
- John Morley - Naughty
- I'm A Finn Vs. Klaas - I Love You
- The Freelance Hellraiser - Weightlessness
- Lissat & Voltaxx - Young And Beautiful (remix ft. Micha Moor)
- Spinning Elements - Freak
- Dr. Kucho & Gregor Salto - Can't Stop Playing
- Fragma - Memory
- Junior Caldera - Sleeping Satellite (2008)
- Fragma - Memory  (2008)
- Danny S - Keep Me Hanging On
- Jean Elan - Where's Your Head At?
- Guru Josh Project - Infinity 2008
- Haddaway - What is love 2009
- Armand Van Helden - My My My